# Feldkirchen (Egling)
Feldkirchen ist ein Gemeindeteil der oberbayerischen Gemeinde Egling im Landkreis Bad Tölz-Wolfratshausen.
Der Weiler liegt auf der Gemarkung Moosham circa drei Kilometer südöstlich von Egling an der Kreisstraße TÖL 18.

## Baudenkmäler
Siehe auch: Liste der Baudenkmäler in Egling#Weitere Ortsteile
- Katholische Filialkirche St. Georg, erbaut um 1500